# 余光 (音樂人)
余光，本名喻光國（1943年—），臺灣音樂人、廣播及電視節目主持人、廣播及電視節目製作人、西洋流行音樂雜誌《余光音樂雜誌》創辦人，早年透過電視與廣播節目推廣西洋流行樂，之後並曾邀請各大西洋流行音樂藝人來臺灣舉辦演唱會，被譽為「西洋音樂教父」。

## 簡介
1982年，余光創辦《余光音樂雜誌》；除發行雜誌，並成立公司「余光音樂」接洽西洋流行音樂藝人來臺舉辦演唱會。
1983年3月23日，余光獲頒第18屆金鐘獎廣播金鐘獎最佳廣播節目主持人獎（警廣《青春之歌》）。
1994年年初第一個主日，余光成為基督徒。
2000年，余光擔任台北之音董事兼執行副總經理。
2013年10月18日，受警察廣播電臺總臺推薦的余光獲頒第48屆金鐘獎廣播金鐘獎特別貢獻獎。

## 主持

### 廣播
- 1967年警察廣播電臺西洋流行音樂節目《青春之歌》[1][2]
- 2001年中廣流行網西洋流行音樂節目《余光音樂時間》
- 2003年台北之音《Back to 80's》
- 2004年台北廣播電台《生命的旋律》
- 2012年全國廣播《時光隧道》[2]
- 2016年IC之音《余是經典》

### 節目
- 1971年至1978年臺灣電視公司《青春旋律》[1][6][2]
- 中國電視公司西洋流行音樂節目《快樂星期天》（從星期日改至星期六播出後改為《快樂星期六》）
- 中華電視公司益智節目《頭腦體操》
- 中華電視公司西洋流行音樂節目《閃亮的節奏》
- 環球電視西洋流行音樂節目《余光音樂時間》
- 2017年10月7日－，東風衛視、JET綜合台《那些年我們的青春旋律－余茵繞樑》（與朱衛茵共同主持）

### 演唱會
- 2015年「青春旋律－西洋流行音樂同學會」[6][7]（主辦單位：台北演藝經紀文化交流協會、全能製作公司、同聯文化）（與王鈞、王祥基擔任總製作人）

## 獲獎
- 1983年第18屆金鐘獎廣播金鐘獎廣播節目主持人獎。[1][2][8]
- 2013年第48屆金鐘獎廣播金鐘獎特別貢獻獎。

## 外部連結
- 光音樂 （页面存档备份，存于）
- 光音樂的Facebook專頁
- YouTube上的yukuangmusic頻道